# Pierre Marie Hippolyte Drouillard
Ne doit pas être confondu avec Pierre Drouillard.
Pour les personnes ayant le même patronyme, voir Drouillard.
Pierre Marie Hippolyte Drouillard, dit parfois Hippolyte Drouillard de la Marre, né le 16 juillet 1833 à Paris et mort le 11 juillet 1895 à Paris, est un homme politique français, sénateur du Finistère.

## Biographie
Fils de Nicolas Drouillard de La Marre, un actionnaire des mines d'argent de Poullaouen, qui fut aussi député du Finistère entre 1846 et 1848, il fait des études d'ingénieur des mines. Mais la fermeture des mines de Poullaouen l'amènent à travailler sur la construction des chemins de fer du nord de l'Espagne.
Rentré en France en 1870, il s'occupe de la gestion de ses propriétés, notamment le château de Kerlaudy à Plouénan. Il est conseiller général du canton de Saint-Pol-de-Léon de 1871 à 1874, maire de Saint-Pol-de-Léon de 1880 à 1888 et maire de Roscoff entre 1892 et 1895. Il est ensuite maire de Roscoff. Après plusieurs tentatives, il est élu sénateur du Finistère en 1894, où il siège à gauche, mais meurt l'année suivante.

## Sources
- « Pierre Marie Hippolyte Drouillard », dans le Dictionnaire des parlementaires français (1889-1940), sous la direction de Jean Jolly, PUF, 1960 [détail de l’édition]